# Accidente aéreo de la expedición Cristóbal Colón
El accidente aéreo de la expedición Cristóbal Colón se produjo en la ciudad de Cali, en Colombia, el 29 de diciembre de 1937 en horas de la mañana cuando tres aeronaves se dirigían desde esta ciudad con destino a Panamá. El accidente solo dejó víctimas fatales, contando a la tripulación y un periodista, en total 7 personas perdieron la vida.

## Historia
La expedición fue propuesta durante la VI Conferencia Panamericana de 1928 ocurrida en La Habana, Cuba. En 1936 durante la Conferencia Interamericana para la Consolidación de la Paz en Buenos Aires, se decide realizarla al siguiente año, 1937, como homenaje al 445º aniversario del descubrimiento europeo de América.
Para el 360.º aniversario de la llegada de Colón a América se había construido en República Dominicana un faro con el nombre de El Almirante. Esta vez la expedición recorrería 26 repúblicas, recolectando fondos para la creación de un nuevo faro en ese país que llevaría por nombre Faro Colón. El viaje comenzaría el 12 de octubre, pero una de las naves adquiridas en Estados Unidos se accidentó durante el aterrizaje en el aeropuerto Rancho Boyeros de la capital cubana, lo que obligó a postergar la fecha de inicio hasta el 12 de noviembre.
La expedición estaría finalmente compuesta por tres aviones Stinson Reliant SR-9D de bandera cubana, fabricados en Detroit, con motores Wright Whirlwind R-760-E1, con capacidad de 285 caballos de fuerza, máximo despegue de 1 837,05 kilogramos y techo de vuelo de 4 420 m s. n. m. Los acompañaba una nave dominicana, un Curtiss Wright modelo 19R con motor HP Controyable Propeter, de hasta 194 millas por hora y techo de vuelo de 22900′ 0″ (6979,92 m) de altura.

## Tripulación
| Nombre      | Tripulantes                                              | Pasajeros                 | Número de identificación |
| ----------- | -------------------------------------------------------- | ------------------------- | ------------------------ |
| Santa María | Tte. Antonio Menéndez Peláez Cb. Manuel Naranjo Ramos    | Ruy de Lugo-Viña Quintana | 54                       |
| La Niña     | Tte. Feliciano Risech Amat Marinero Roberto Medina Pérez |                           | 51                       |
| La Pinta    | Tte. Alfredo Jiménez Alum Sgto. Pedro Castillo Oliva     |                           | 104                      |
| El Colón    | Myr. Frank Félix Miranda Técnico Ernesto Tejada          |                           |                          |

## Itinerario
| Fecha           | Origen                                         | Destino                                                      | Notas |
| --------------- | ---------------------------------------------- | ------------------------------------------------------------ | --- |
| 12 de noviembre | República Dominicana, Aeropuerto de Miraflores | Puerto Rico, Isla Grande                                     | |
| 15 de noviembre | Puerto Rico                                    | Venezuela, Maiquetía                                         | |
| 17 de noviembre | Venezuela                                      | Trinidad y Tobago, Puerto España                             | |
| 18 de noviembre | Trinidad y Tobago                              | Surinam, Paramaribo                                          | |
| 20 de noviembre | Surinam                                        | Brasil, Aeropuerto de Belem                                  | |
| 22 de noviembre | Fortaleza                                      | Recife                                                       | Escala en Natal. Festejo por el cruce de la línea ecuatorial. Reunión en Recife con la aviadora Maryse Bastie.                                                                                                   |
|                 | Recife                                         | Salvador de Bahía                                            | |
|                 | Salvador                                       | Río de Janeiro                                               | Vuelo realizado un día después del de Recife-Salvador. Fueron acompañados hasta el Aeropuerto dos Afonsos en Río por 12 aviones Boeing P-12.                                                                     |
| 29 de noviembre | Río de Janeiro                                 | Porto Alegre                                                 | Escala en Florianópolis. |
| 30 de noviembre | Brasil, Florianópolis                          | Uruguay, aeropuerto Pando de Montevideo                      | Escoltados por tres aviones Breda Ba.65. |
| 3 de diciembre  | Paraguay, Asunción                             | Argentina, Aeropuerto El Palomar de Buenos Aires             | |
| 8 de diciembre  | Buenos Aires                                   | Mendoza                                                      | |
| 9 de diciembre  | Argentina, Mendoza                             | Chile, Aeropuerto El Bosque de Santiago de Chile             | Cruce de Los Andes. |
|                 |                                                | Sobrevuelo del pacífico. Bolivia, La Paz                     | Todos los miembros de la expedición viajaron a La Paz en un Junkers Ju 52 de matrícula CB-18 Huanuni. |
| 13 de diciembre | El Bosque, Santiago de Chile                   | Arica                                                        | |
| 15 de diciembre | Chile, Arica                                   | Perú · Pisco, Lima, Valle San Juan (en proximidades a Nasca) | En la mañana la expedición cruzó un banco de niebla provocando la desaparición de La Niña que aterrizaría cerca a Nazca. El Colón y La Pinta lo haría en Pisco. Por su parte la Santa María aterrizaría en Lima. |
|                 | Perú                                           | Ecuador                                                      | |
| 26 de diciembre | Ecuador                                        | Colombia, Aeropuerto de El Guabito.                          | La expedición viajaría en un Boeing 247 rumbo a Bogotá donde serían recibidos por el presidente Alfonso López Pumarejo.                                                                                          |
| 28 de diciembre | Cali                                           | Cali                                                         | Vuelo de exploración por la Cordillera Occidental y el cañón del río Cali. |
| 29 de diciembre | Colombia                                       | Panamá, Aeropuerto de La Portilla en Cristóbal               | Accidente de la expedición en los Farallones de Cali, cerca a Felidia. |

| País                 |
| -------------------- |
| Panamá               |
| Costa Rica           |
| Honduras             |
| Nicaragua            |
| El Salvador          |
| Guatemala            |
| México               |
| Estados Unidos       |
| Canadá               |
| Estados Unidos       |
| Cuba                 |
| Jamaica              |
| Haití                |
| República Dominicana |

## Cronología del accidente
El domingo 26 de diciembre la expedición llega a Cali, al aeropuerto de El Guabito. Los expedicionarios tomaron un Boeing 247 con rumbo a Bogotá donde serían recibidos por el entonces presidente Alfonso López Pumarejo. El martes 28 regresan a la ciudad de Cali y en horas de la tarde el teniente Antonio Menéndez Peláez, junto al teniente Piñeiro del ejército colombiano, realizan un vuelo por la Cordillera Occidental y el cañón del río Cali. Los militares colombianos recomendaron seguir la ruta Medellín-Turbo-Barranquilla-Cristóbal, tal y como hacía la Sociedad Colombo-Alemana de Aviación y que contaba con campos de emergencia en Cartago, Medellín y Barranquilla. Sin embargo Menéndez rechazó la idea ya que su deseo era salir hacia el mar lo más pronto posible.
Temprano en la mañana del 29 de diciembre la expedición emprende el ascenso sobre la Cordillera Occidental siguiendo el cañón del río Cali hasta la población rural de Felidia en dirección al océano Pacífico. Siguieron la ruta Cali-Buenaventura-Cristóbal, ignorando el consejo de cruzar por el paso de Vijes, donde la altura de la Cordillera y la fuerza del viento eran menores. Hacia Buenaventura el cañón se estrechaba ralentizando el avance de las aeronaves, limitando la maniobrabilidad. La Santa María que capitaneaba Menéndez intentó realizar un giro cerrado de 180 grados, pero la baja velocidad a la que estaba obligado por el angosto cañón y la cercanía de peligrosos farallones, lo hizo caer en pérdida precipitándose en el área conocida como Las Nieves, una depresión entre montañas de más de 3000 metros. La Niña y La Pinta creyendo que se trataba de una maniobra indicada por Menéndez siguieron el trayecto, precipitándose en el abismo. Únicamente el Colón, mucho más potente que sus acompañantes, logró llegar hasta el Aeropuerto de La Portilla en Panamá.

## Reacciones
Una comisión cubana visitó la población para repatriar los restos y el oro recaudado para el faro. Los cuerpos de la tripulación de La Niña, que se habían precipitado contra el río Felidia, se encontraban calcinados de cintura para arriba. La población pidió que algo de los recursos transportados por la expedición se quedara en el lugar. Petición que fue rechazada por Fulgencio  Batista, miembro de la comisión. Entre los restos de La Niña se halló una estampa de la Virgen de la Caridad del Cobre. Los pobladores pidieron que al menos esa imagen se quedara en Felidia, petición que fue nuevamente rechazada por Batista con la excusa de pertenecer a la familia del teniente Risech, pero prometiendo enviar una réplica de la hallada en Cuba como muestra de gratitud hacia la población, su solidaridad y ayuda. Promesa que finalmente cumpliría en 1944 al llegar al poder en Cuba.

### Monumento
El 28 de diciembre de 2015, 78 años después de la catástrofe, se inauguró un monumento llamado Las Naves del Almirante en la plaza central de Felidia como homenaje a las víctimas del accidente de la expedición.